# Kurmanów
Kurmanów [pronunciación en polaco: /kurˈmanuf/] (en ucraniano: Курманів, romanizado: Kurmaniv) es un pueblo ubicado en el distrito administrativo de Gmina Białopole, dentro del Condado de Chełm, Voivodato de Lublin, en Polonia oriental. Se encuentra aproximadamente a 4 kilómetros al sur de Białopole, a 29 kilómetros al sureste de Chełm, y a 88 kilómetros al este de la capital regional Lublin.